# Stockholms stads brandstodsbolag

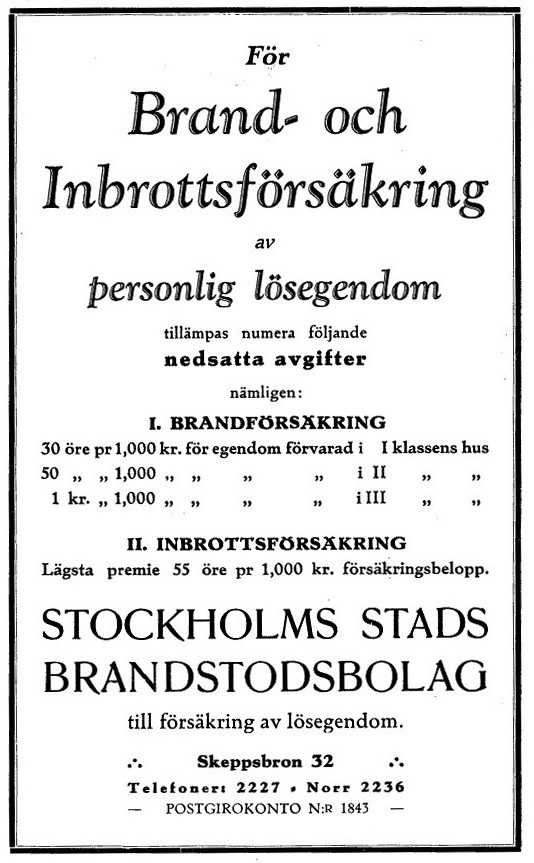
Annons från Stockholms stads brandstodsbolag, 1929.

Stockholms stads brandstodsbolag var ett försäkringsbolag ”till försäkring av lös egendom som genom eldsvåda gott förlorad” som grundades 1843. År 1971 fusionerade bolaget med Stockholms Läns brandstodsbolag till Länsförsäkringar i Stockholm.

## Historik
Stockholms stads brandstodsbolag bildande den 25 oktober 1843 var ett resultat av grundandet av ”Städernas Bolag till försäkring av lös egendom”, som skedde i Jönköping 1842. Deras reglemente bestämde att varje stad borde välja en egen brandstodskommitté. Brandstod betyder ungefär brandstöd och räknas som föregångare till dagens brandförsäkring.
Den egendom, som kunde försäkras i bolaget, skulle finnas inom Stockholms stads område som vid den tiden avsåg Staden inom tullarna, alltså Stockholms innerstad. Bland brandstodsbolagets tecknare fanns en lång rad kända handelshus och grosshandlare representerade. En av dem var affärs- och riksdagsman Frans Schartau, som tillhörde brandstodsbolaget sedan dess bildande 1843 och fram till sin död 1870. Under femton år var han även bolagets ordförande.
En av de större ekonomiska katastroferna för bolaget var branden på Eldkvarn 1878. Den medförde kostnader på 222 000 kronor, men ledde även till att bolaget började sprida riskerna på andra bolag. Bolaget hade sitt kontor i Hebbeska huset, Skeppsbron 32.
År 1919 började man även att erbjuda inbrottsförsäkringar, man följde därmed konkurrenterna. I samband med bolagets 80-årsjubileum donerades 750 000 kronor för nybygget av Östermalms brandstation. Under 1940- och 50-talen vidgade man sitt verksamhetsområde att omfatta även en rad förorter norr som söder om staden. År 1968 gick man administrativt ihop med Stockholms Läns brandstodsbolag. Och 1971 fusionerade båda bolagen till Länsförsäkringar Stockholm, som är en del av Länsförsäkringar.